# Burg Loket
Die Burg Loket (tschechisch Hrad Loket, deutsch Burg Elbogen) steht in Loket im Okres Sokolov in Tschechien.

## Geschichte

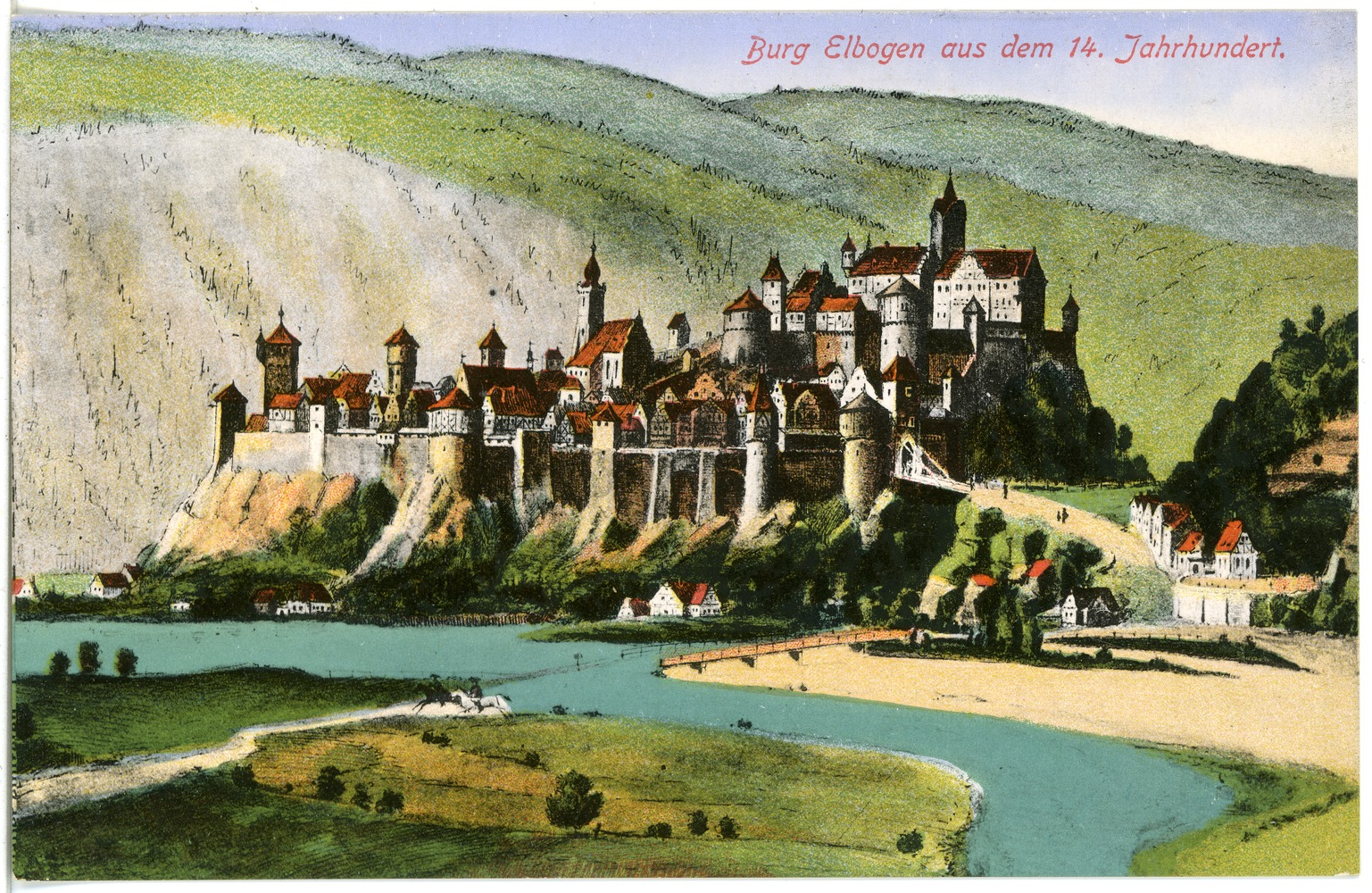
Burg Loket, Postkarte 1914

Auf einem Granithügel innerhalb einer fast kreisrunden Flussschlinge der Eger liegen das Städtchen Loket und die gleichnamige Burg beherrschend über der Landschaft. Die ältesten Bautrakte stammen aus dem 13. Jahrhundert.
Archäologische Grabungen brachten Funde aus der zweiten Hälfte des 12. Jahrhunderts zu Tage. Als Erbauer werden der böhmische Fürst Vladislav II. oder Ministeriale des Kaisers Friedrich I. Barbarossas vermutet. Nach 1300 wurde die Burganlage um eine Unterburg erweitert und bis in die 1520er Jahre kontinuierlich erweitert; sie zeigt daher Stilmerkmale aus der Zeit der Romanik und Gotik. Die erste Erwähnung der Burg Elbogen in einer Urkunde stammt aus dem Jahre 1234 als Sitz einer Burghauptmannschaft im südlichen Trakt. Die umfangreichen Wohngebäude im nördlichen Teil, ebenso das Markgrafenhaus entstanden im beginnenden 14. Jahrhundert. Sie war von strategischer Bedeutung für die Herrschaft über Böhmen.
König Wenzel I. aus dem Haus der Premysliden und König Konrad IV. aus dem Hause der Staufer trafen sich auf dieser Grenzburg zum historischen Egerland im ehemaligen Nordgau (Bayern). Kaiser Karl IV. aus dem Hause Luxemburg, der als Kind hier einige Monate mit seiner Mutter verwahrt wurde, löste die von seinem Vater verpfändete königliche Veste wieder aus und erhob den Ort Elbogen nach Egerer Recht zur Stadt. Noch 1376 hat er auf Burg Elbogen Hof gehalten, ebenso Wenzel IV., der die Stadtrechte von Elbogen bestätigte und Burggrafen zur Verwaltung einsetzte. Im Jahr 1405 fiel Elbogen an Albrecht von Kolowrat, fünf Jahre später an Jan Malerik. Kaiser Sigismund, der letzte Luxemburger, bestätigte zunächst als Burggrafen Friedrich von Hohenzollern, Burggraf von Nürnberg, den Erzkämmerer des Heiligen Römischen Reiches und später ersten Kurfürst von Brandenburg, ehe die Burg an Buda von Ilburg verpfändet wurde, der sie erfolgreich gegen die Angriffe der Hussiten verteidigte.
Die Geldnot des Kaisers Sigismund zwang ihn, die in Ungarn aufbewahrten Reichskleinodien gegen tausend Mark in Silber der Reichsstadt Nürnberg zu überlassen. 1437 vermachte Kaiser Sigismund der Not gehorchend die Pfandschaft Elbogen als Gegenleistung für finanzielle Unterstützung seinem Kanzler Kaspar Schlick. Die Schlick vermochten die Pfandherrschaft nur mit Hilfe sächsischer Truppen gegen die aufgebrachten Bürger von Elbogen zu verteidigen und ließen umfangreiche Renovierungen auf der Burg vornehmen.
Nachdem Oberst Thumbshirn 1547 eine von den Schlick unterstützte Rebellion gegen die Habsburger niedergeschlagen hatte, verlor das Geschlecht bei Konfiskationen auch die Burg Elbogen. Diese kam vorübergehend als Pfandherrschaft an die Herren von Plauen und fiel dann an die Krone von Böhmen zurück. Im Jahr 1607 verstarb dort Georg Popel von Lobkowicz als Gefangener des Kaisers Rudolf II. von Habsburg.
Im Dreißigjährigen Krieg (1618–1648) begann die Burg in Elbogen zu verfallen, sie wurde nacheinander von Aufständischen, den Bayern, den Sachsen und den Söldner-Truppen von Wallenstein besetzt. Nur den Schweden konnte sie 1646 Widerstand leisten. Nach der wirtschaftlichen Erholung der Stadt Elbogen im 17. Jahrhundert verlor die Burg an politischer Bedeutung. Sie wurde als Lagerhaus genutzt und nach 1822 war sie auch Staatsgefängnis. Nach einem Brand Ende des 18. Jahrhunderts begann mit dem Beginn des Zeitalters der Romantik eine Wiederherstellung der Burganlage.

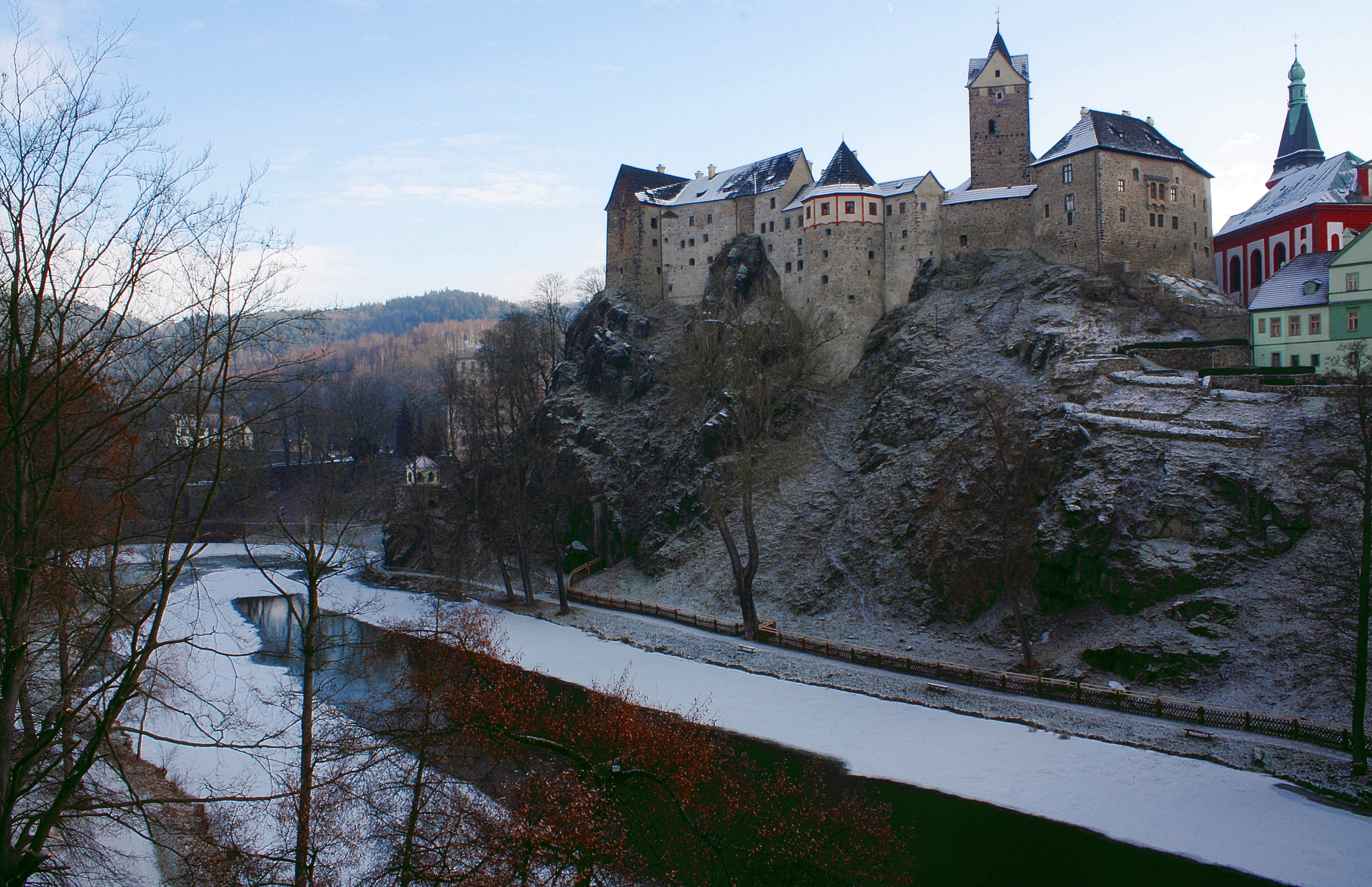
Winteransicht der Burg Loket

Nach dem Ersten Weltkrieg und der Gründung der Tschechoslowakei im Jahr 1919 kam die Burg Elbogen unter die Verwaltung des Pilsener Denkmalamtes, sie lag 1939 bis 1945 im Reichsgau Sudetenland. Am Ende des Zweiten Weltkriegs, Ende Mai 1945, wurden Stadt und Burg Elbogen von amerikanischen Truppen von Eger kommend bis zur Übergabe an russisch-sowjetische Truppen besetzt. Ende 1993 nach der Gründung von Tschechien ging sie in die Verwaltung der Stadt Loket über. Heute ist in Teilen der Burg ein Museum eingerichtet, das wertvolles Porzellan (Marke: Ein gepanzerter Arm mit Schwert) aus dem 19. Jahrhundert zeigt, produziert von der 1811 gegründeten Porzellanfabrik Gebrüder Haidinger in Elbogen u. a. unter der Verwaltung der Brüder Rudolf Haidinger (1792–1866) und Wilhelm von Haidinger (1797–1871). Außerdem stehen Räume für öffentliche Veranstaltungen zur Verfügung.

## Persönlichkeiten
- Georg Popel von Lobkowicz wurde bis zu seinem Tod im Jahr 1607, vermutlich durch Herzversagen, auf der Burg Loket wegen Hochverrats an Kaiser Rudolf II. (HRR) von Habsburg festgehalten.